# Парладе, Андрес
Андрес Парладе-и-Эредиа (исп. Andrés Parladé y Heredia), 3-й граф Агиар (с 1903 года; 1 июня 1859, Малага, Андалусия — 4 апреля 1933, Севилья) — испанский аристократ, сенатор, художник, археолог и преподаватель.

## Биография
Родился в 1859 году в Малаге в аристократической семье. Там же в Малаге начал учиться живописи под руководством Морено Карбонеро. Затем поступил в Севильский университет, где изучал право. В 1882 году отправился в Париж, решив полностью посвятить себя живописи. В Париже Андреас Парладе поступил в Высшую школу изящных искусств, где учился в мастерской Леона Бонна. После нескольких лет проживания в Париже, он отправился в Рим, где оставался до 1891 года, после чего вернулся в родную Испанию и поселился в Севилье.
В 1902 году Парладе стал профессором Севильской академии художеств, а в следующем году унаследовал от своего отца титул графа Агиара (исп.). В 1909 году стал сенатором от провинции Севилья в Сенате Испании. В 1919 году возглавил археологическую экспедицию, проводившую раскопки древнеримского города Италика неподалёку от Сантипонсе, которым посвящал большую часть времени в последующее годы.
Для ранних работ Парладе-художника характерен интерес к историческим сценам, которые считаются написанными под влиянием манеры его основного учителя Карбонеро, хотя демонстрируют немалую самобытность. В поздний период (приблизительно с начала XX века) Парладе более интересовали жанровые сцены из жизни простых людей, сцены корриды, а также охотничьи сцены (Парладе сам был заядлым охотником), которые, по мнению современников, особенно хорошо ему удавались.
Парладе не раз демонстрировал свои картины на международных выставках в таких городах, как Лондон (1888), Берлин (1890), Париж (1899) и Сан-Франциско (1915). Сегодня его работы хранятся в Музее изящных искусств Севильи, нескольких других музеях Испании, а также в частных собраниях.

## Галерея

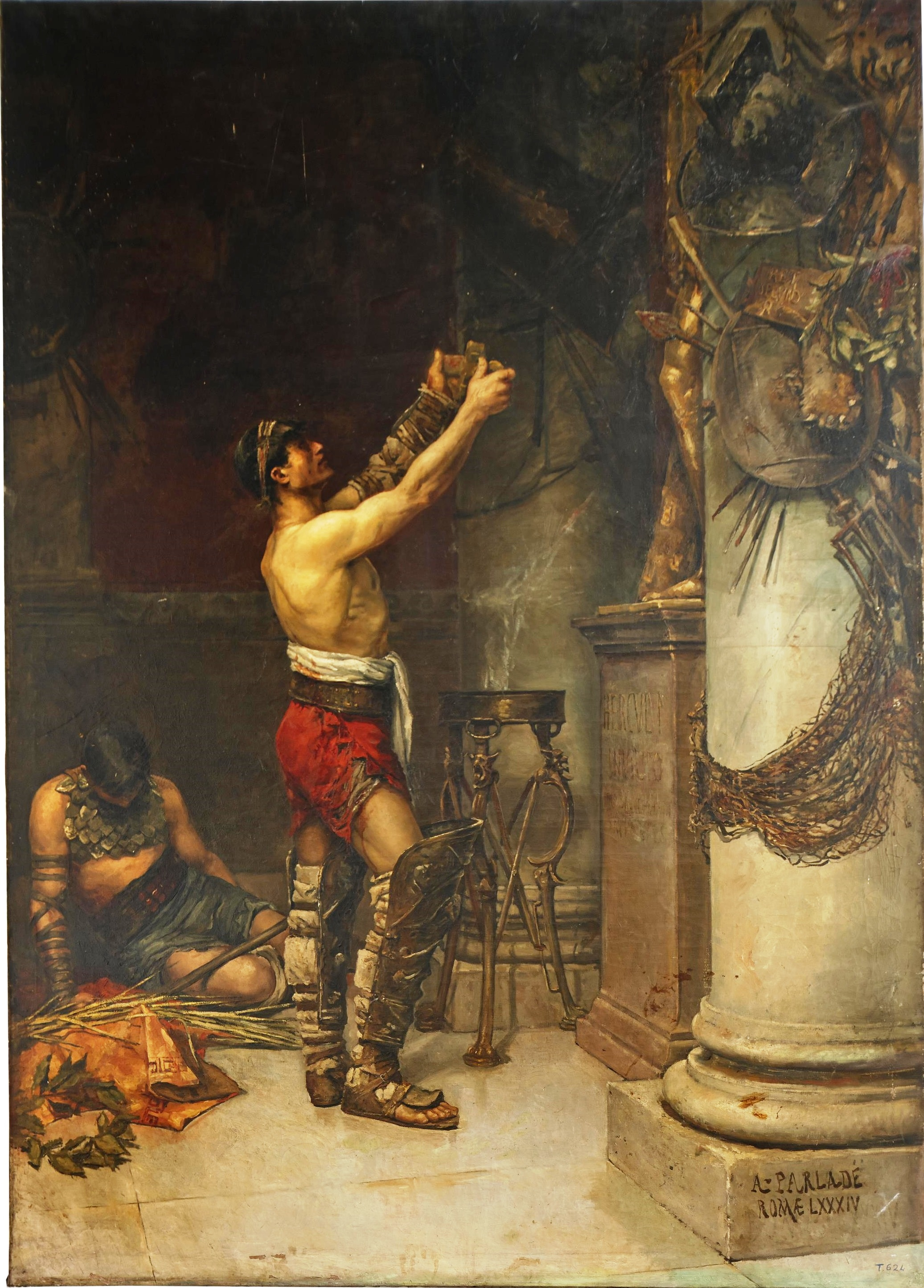
Гладиатор, одержавший победу, возносит молитву перед алтарём Геракла.
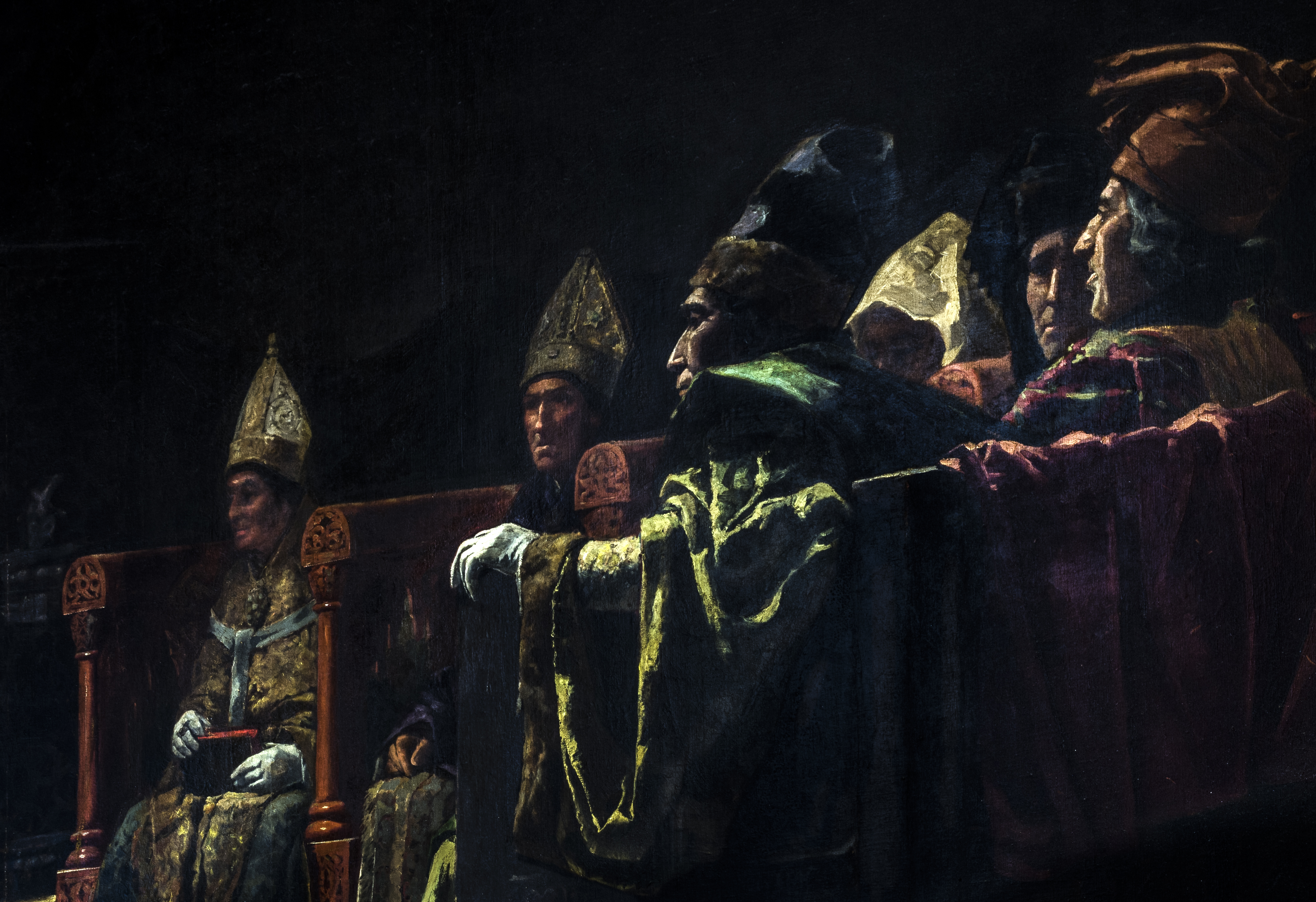
Компромисс в Каспе.
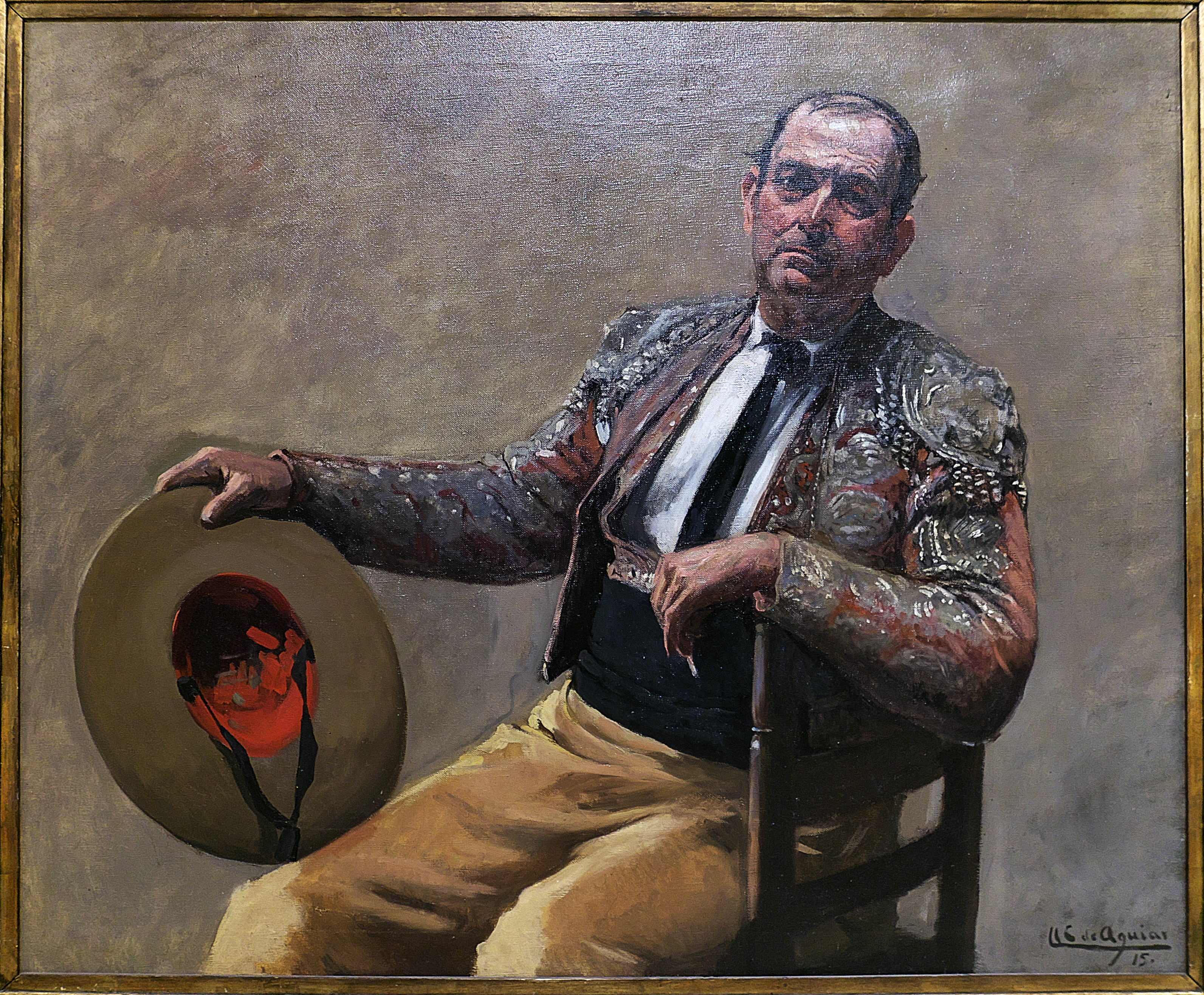
Портрет пикадора.
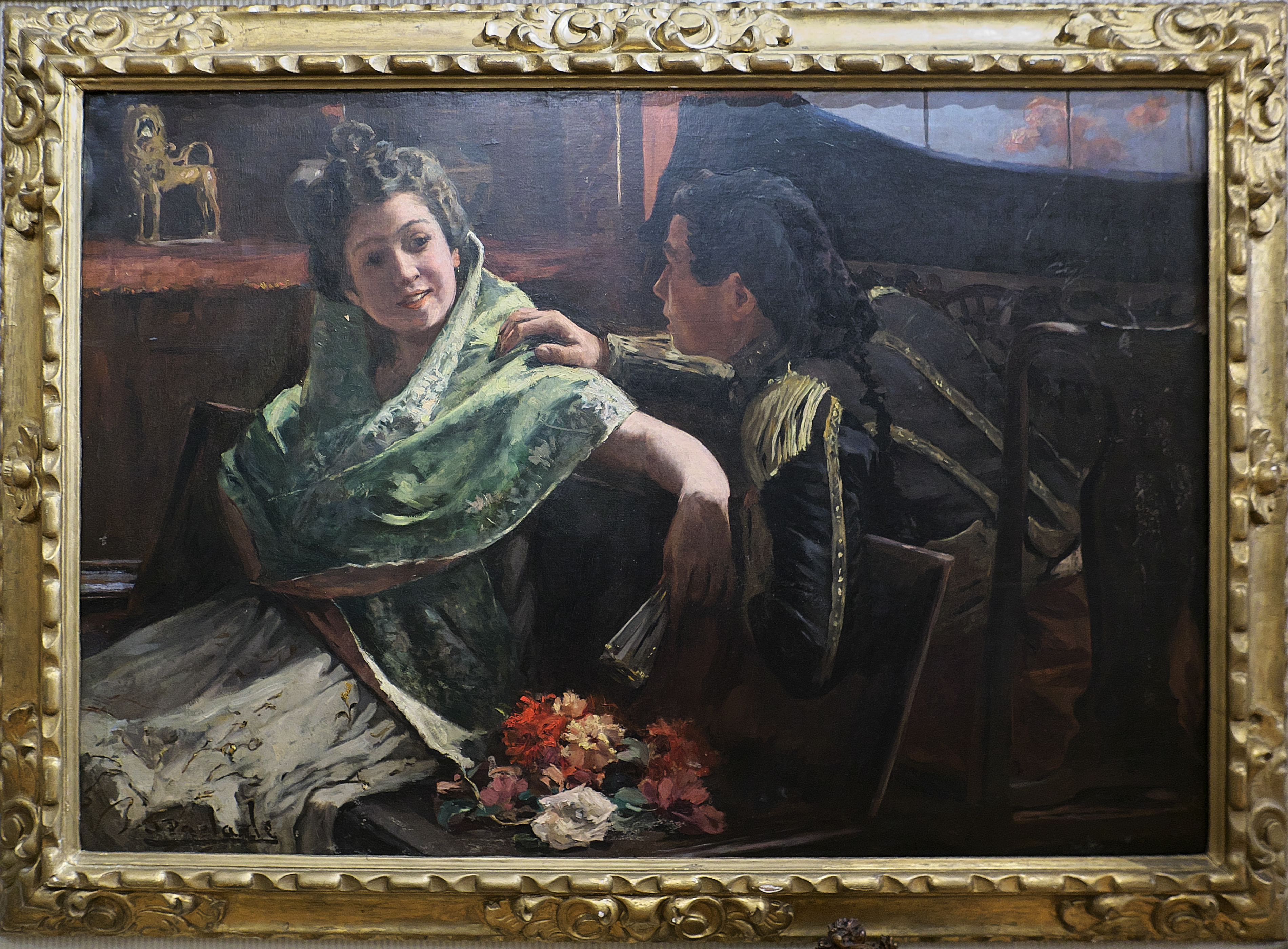
Тореадор и красавица.
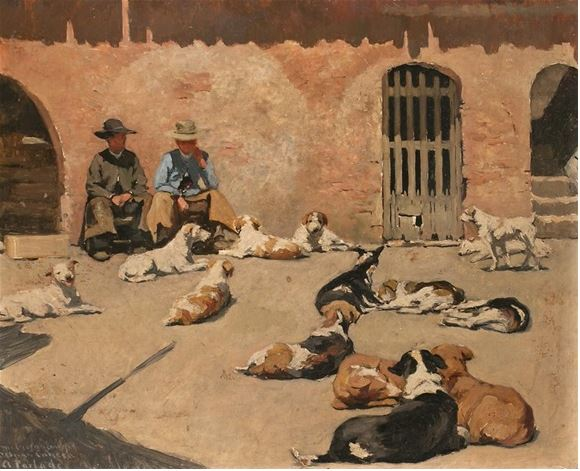
Сцена с собаками.
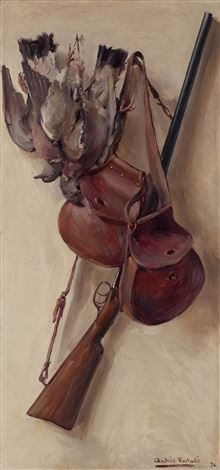
Охотничьи трофеи.